# Finkley
Finkley – osada w Anglii, w hrabstwie Hampshire, w dystrykcie Test Valley. Leży 20 km na północ od miasta Winchester i 97 km na zachód od Londynu.